# Rhapsa scotosialis
Rhapsa scotosialis là một loài bướm đêm trong họ Noctuidae.